# Голубянка аргиад
Голубянка аргиад, голубянка короткохвостая, или голубянка аргиада (лат. Cupido argiades) — дневная бабочка из семейства голубянок.
Широко распространенный палеарктический вид, встречается в умеренном и субтропическом поясе. Населяет разнообразные биотопы: степи, луга, лесные поляны, встречается в населённых пунктах, а также на люцерновых и клеверных полях.

## Описание

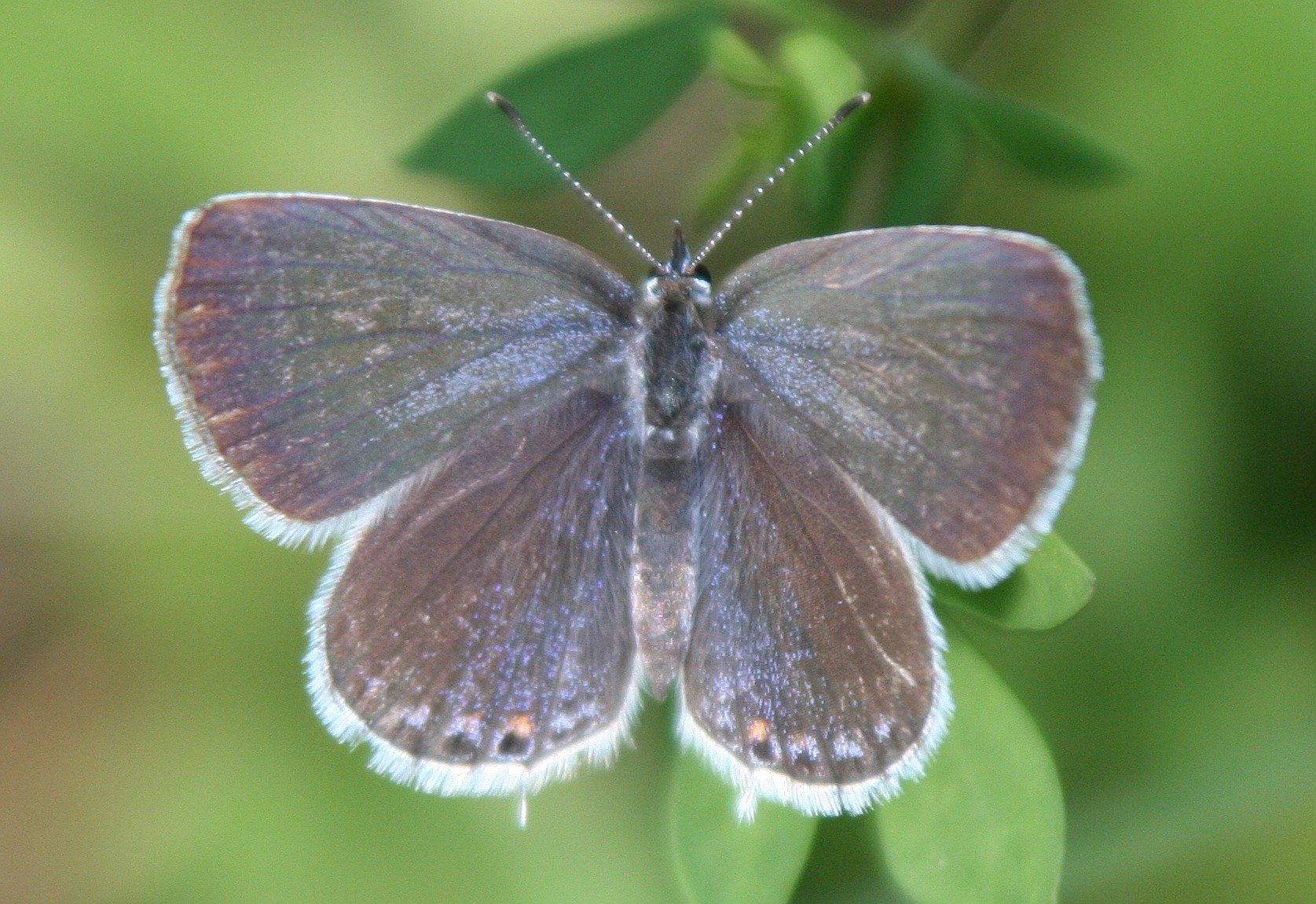
Самка

Размах крыльев 22—34 мм, длина переднего крыла 12—15 мм.
Выраженный половой диморфизм: верх крыльев самца синий c узким чёрным краем, самки — коричневый.
На задних крыльях имеются хвостики, а у их основания, на нижней стороне крыльев — два ярких оранжевых пятна (характерный признак вида),
у самок эти пятна видны и сверху.

## Биология
Кормовые растения гусениц: лядвенец (L. corniculatus, L. uliginosus), вязель (C. varia), люцерна (M. sativa, M. cancellata), клевер (T. pratense, T. arvensis), астрагал сладколистный (A. glycyphyllos)
и другие.
Как правило, даёт два поколения в год, по другим данным на юге до трёх, а возможно иногда и четырёх.

### Развитие
Яйца откладываются по одному на бутоны (иногда на листья) кормового растения.
Яйцо диаметром 0,5 мм, высотой 0,25—0,28 мм, сначала белого цвета с зеленоватым оттенком, с течением времени сереет. 
Продолжительность стадии яйца не менее 3 дней.
Гусеницы как правило, светло-зелёные, со слабоконтрастным рисунком, голова тёмная.
Длина новорождённой гусеницы 0,9—1,0 мм, перед окукливанием — 10—12 мм.
Гусеницы проходят в своём развитии четыре возраста. Питаются завязями (I—III возраст), тычинками (III возраст) и цветками (IV возраст) кормовых растений.
Молодые гусеницы (I—II возраст) живут внутри бутонов.
Длина куколки 7,0—8,5 мм. Она светло-зеленого цвета c более тёмной полоской на спине и черными пятнышками по бокам,
покрыта длинными белыми волосками, прикреплена пояском к стеблю или листьям кормового растения.

## Первоописание
Описана Палласом в 1771 году.
Типовая местность — Поволжье.
Название связано с греческой мифологией: Аргиад — сын Аргуса.